# Hydrocotyle andina
Hydrocotyle andina är en växtart i släktet Hydrocotyle och familjen araliaväxter.
Arten förekommer i Colombia. Den beskrevs av José Cuatrecasas 1935.